# Antoni Kobyliński

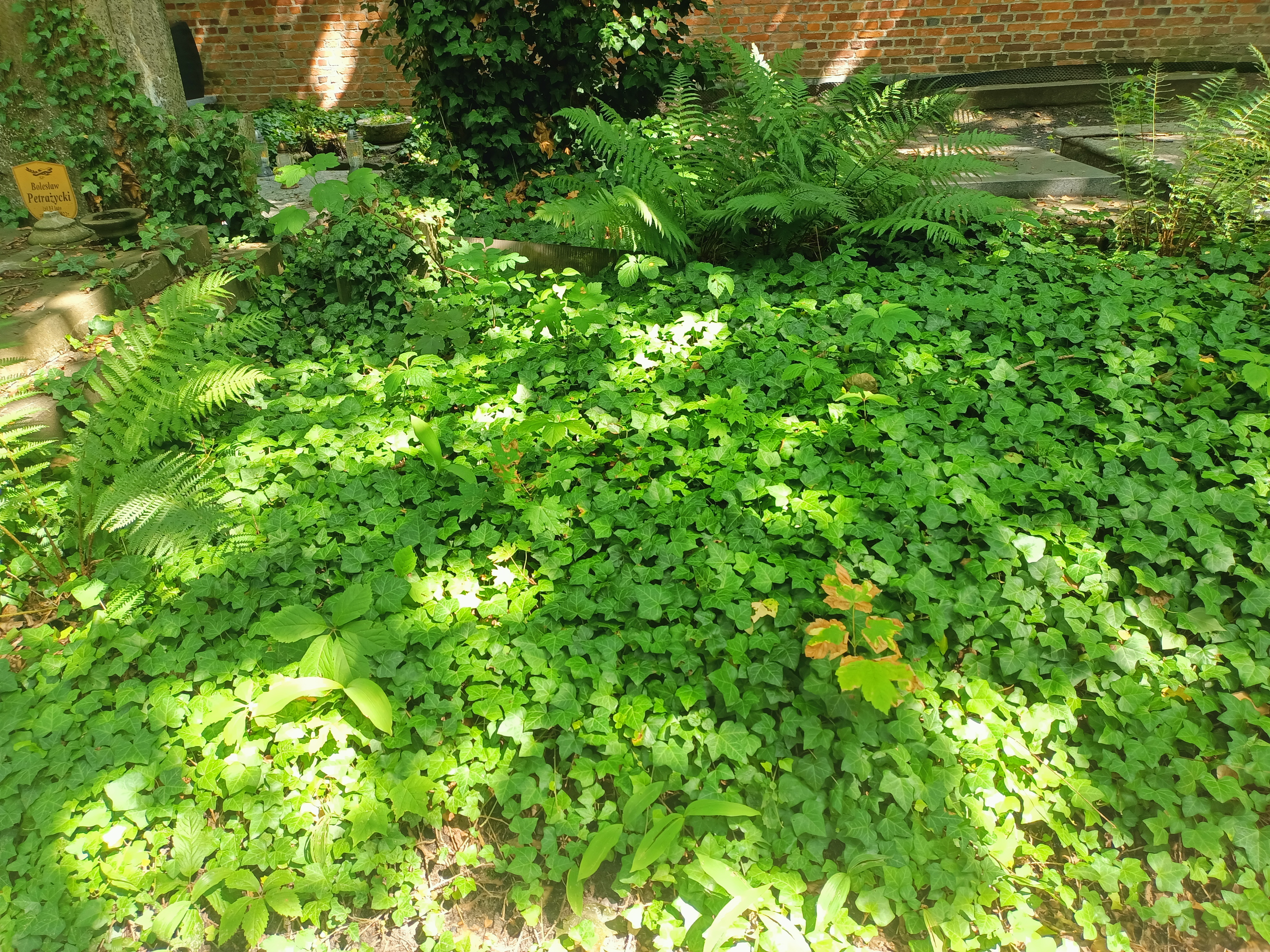
Grób Antoniego Kobylińskiego na Cmentarzu Powązkowskim w Warszawie

Antoni Kobyliński (ur. 1902, zm. 4 lipca 1977 w Warszawie) – polski inżynier budownictwa dróg i mostów.
Od 1957 profesor nadzwyczajny chemii i technologii materiałów budowlanych, od 1972 profesor zwyczajny w Instytucie Techniki i Organizacji Produkcji Budowlanej Wydziału Inżynierii Lądowej Politechniki Warszawskiej. Założyciel i dyrektor Instytutu Techniki Budowlanej. Twórca podstaw normalizacji w budownictwie, członek wielu towarzystw naukowych i technicznych w kraju i za granicą. W 1947 współtwórca Katedry Technologii Betonu na Wydziale Inżynierii Lądowej Szkoły Inżynierskiej w Szczecinie. Członek honorowy Polskiego Związku Inżynierów Budownictwa (1975). Pochowany na cmentarzu Powązkowskim (kwatera 347-2-14).